# Kathryn Williams
Kathryn Williams (Liverpool, 15 februari 1974) is een Britse singer-songwriter, die tot heden 14 studioalbums heeft uitgebracht, geschreven en gearrangeerd voor een veelheid aan artiesten en was genomineerd voor de 2000 Mercury Music Prijs. Williams bracht haar eerste album Dog Leap Stairs uit in 1999 op haar eigen CAW Records-label met een budget van £ 80. De opvolger Little Black Numbers kreeg in 2000 een Mercury Prize-nominatie en bracht haar onder de aandacht van een breder publiek. Williams heeft samengewerkt en opgenomen met artiesten als Chris Difford, Ted Barnes, Thea Gilmore, John Martyn, Joel Salakula, Tobias Froberg, Ed Harcourt, James Yorkston, Marry Waterson, Boo Hewerdine en Paul Smith.

## Biografie
Williams verkocht zelfgemaakte cd's van haar muziek tijdens haar vroege shows, die haar ertoe brachten haar eigen platenlabel CAW Records op te zetten om haar debuutalbum Dog Leap Stairs uit te brengen. Nadat haar tweede album Little Black Numbers was genomineerd voor de Mercury Prize, tekende ze een contract bij Eastwest Records. Little Black Numbers plaatste zich in 2001 in de Britse albumhitlijst op positie 70.
Haar invloeden zijn onder meer Nina Simone, Nick Drake, Joni Mitchell, Bob Dylan, John Lennon, Simon & Garfunkel en Velvet Underground.
Gedurende haar carrière toerde ze uitgebreid solo en met bands en ondersteunende rollen met David Gray, Damien Rice, Ray LaMontange, Damien Dempsey, Melanie, Be Good Tanyas, The Riptide Movement, David Gates, Beth Orton. In 2006 was ze een speciale gast op de Hotel Cafe Tournee van Tom McRae. In 2010 tekende Williams bij One Little Indian Records, die later dat jaar haar album The Quickening uitbracht, geproduceerd door Kate St. John. Haar tweede publicatie bij Crown Electric werd geproduceerd door Neil MacColl. De belangrijkste single Heart Shaped Stone bevatte een video, geproduceerd en geregisseerd door James Serafinowicz en Al Campbell.
Williams speelde het titelnummer Beyond the Sea voor The Café, voor het eerst vertoond op Sky1 in 2011. Haar liedjes waren ook te horen in afleveringen van How I Met Your Mother, Holby City, Weeds, David Walliams 'Big Swim en CSI.
In 2013 kreeg Williams de opdracht van New Writing North om nummers te produceren ter gelegenheid van de 50ste verjaardag van de publicatie van The Bell Jar van Sylvia Plath. Ze speelde vijf van de resulterende nummers (When Nothing Meant Less, Battleships, The Mind Has Own Own Place, Tango With Marco en Part Of Us) tijdens het 10e Durham Book Festival. Samen met producent Ed Harcourt bracht ze Hypoxia uit op 15 juni 2015. In 2015 won Emji, een finaliste van de Franse tv-talentenjacht Nouvelle Star, de 11e serie met Toboggan (You Are The One), een nummer geschreven door Williams, David Saw en John Quarmby, wat haar eerste single was. Williams verscheen met Maxïmo Park op het BBC 6Music Festival, Sage, Gateshead op 21 februari 2015.
In 2016 bracht Williams haar eerste allesomvattende jazzproject Resonator uit met Anthony Kerr en ondernam ze een tournee ter ondersteuning van Scott Matthews. Ze droeg ook bij met een vocale bijdrage aan de musical Fancy Pants, geschreven door Chris Difford van Squeeze en veelvuldig medewerker Boo Hewerdine. Haar 14e album, een samenwerking met auteur Laura Barnett met nummers gebaseerd op Barnetts tweede roman Songs From The Novel 'Greatest Hits' , werd uitgebracht op 16 juni 2017.
Een set met meerdere cd-boxen van het solowerk van Kathryn uit 1998-2015 met 10 eerder uitgebrachte albums met 10 extra cd's met bonusmateriaal werd uitgebracht bij One Little Indian Records op 9 augustus 2019.

### The Crayonettes
Williams werkte samen met vriend/voormalig lid Anna Spencer van de punkband Delicate Vomit aan het nieuwe project The Crayonettes. Williams en Spencer, beiden verveeld van het zelfde kinderlijke cd-formaat, besloten hun eigen plaat te maken met hun eigen kinderen als interne focusgroep. Ze brachten het album Playing Out: Songs For Children & Robots uit bij One Little Indian Records op 6 september 2010. The Guardian schreef dat Pirates On the Bus klinkt als de Moomins die The Slits spelen.

### The Pond
The Pond bestond uit Williams naast Simon Edwards, voorheen van Fairground Attraction en collega-zanger/songwriter Ginny Clee, die in 2012 hun gelijknamige cd uitbrachten. BBC.co.uk noemde het 'een elegant, charmant en rustig diepgaand album' en Mojo-magazine 'Een wervelende magimix van hypnotische, funky loops, vintage beats en sensuele harmonieën'

## Songwriting en kunst
Williams was betrokken bij het schrijven van retraites en sessies waarmee songwriters ideeën kunnen delen, samenwerken en produceren en nieuwe vaardigheden en technieken kunnen leren. Ten eerste studiebegeleiding bij dergelijke evenementen naast Tom McRae, Samantha Parton en Chris Difford, wiens eigen retraites Williams heeft bijgewoond. Als gevolg hiervan heeft Williams haar eigen schrijfcursussen in woonwijken opgezet die in 2014-2016 plaatsvonden.
Williams kreeg in 2006 een New Writing North-opdracht als dichter in residentie in The Alnwick Garden. De audio-cd Words from the Garden werd uitgebracht in 2007 met schrijfwerk van Williams, Nev Clay, Emma McGordon en Anna Woodford in een soundscape van Caroline Beck, met muziek van Williams en Clay.
Evenals het creëren van illustraties voor haar debuutalbum en Two, haar samenwerking met Neill MacColl, produceerde Williams het coverdesign voor album Life Of Birds van David Rotheray en de single Revolution Over The Phone van Mardous.
Williams werkte samen met The Guardian-schrijver Tim Dowling, Chris Difford en Ed Harcourt aan de kerstsingle Snowfall (2014) ten behoeve van de Kerstmis-liefdadigheidsinzameling van The Guardian.
Ze werd geselecteerd als jurylid voor de Ted Hughes Award voor Poëzie 2016 van de British Poetry Society in samenwerking met de hofdichter Carol Ann Duffy. Ze voerde ook speciaal in opdracht gemaakt materiaal uit voor 'A Poet Laureate's Peterloo' ter herdenking van het 200-jarig jubileum van het Peterloo-bloedbad met Carol, Clare Shaw, Mark Pajak, gepresenteerd door Ian McMillan en uitgezonden op BBC Radio 4 op 11 augustus 2019.

## Discografie

### Albums
- 1999: Dog Leap Stairs
- 2000: Little Black Numbers
- 2002: Old Low Light
- 2004: Relations
- 2005: Over Fly Over
- 2006: Leave to Remain
- 2008: Two met Neill MacColl
- 2010: The Quickening
- 2013: Crown Electric
- 2015: Hypoxia [18]
- 2016: Resonator met Anthony Kerr
- 2017: Songs From The Novel 'Greatest Hits'

### Side projecten
- 2010: Playing Out: Songs For Children & Robots - The Crayonettes
- 2012: The Pond - The Pond

### Box set
- 2019: Anthology (2019)

### Singles
- 1999: The Fade (ep)
- 2000: Soul to Feet
- 2001: Jasmine Hoop
- 2001: No One Takes You Home
- 2004: In a Broken Dream
- 2005: Shop Window
- 2005: Beachy Head
- 2006: Hollow
- 2008: Come With Me met Neill MacColl
- 2010: 50 White Lines
- 2013: Heart Shaped Stone
- 2014: Monday Morning
- 2015: The Mind Has Its Own Place
- 2015: Mirrors

### Optredens met andere artiesten, compilaties en soundtracks
- 2000: Field Of Play \ Can't Live Without - John Martyn Glasgow Walker (album)
- 2002: Day By Day - Badmarsh & Shri Signs (album) (2001) and CSI: Crime Scene Investigation (soundtrack)
- 2002: Easy & Me - Total Lee! : The Songs Of Lee Hazlewood (album)
- 2003: Part Two - Pedro's Early Pedro (album)
- 2005: Heavy World - Shiri East Rain (album)
- 2005: Buzzin' Fly - Dream Brother: The Songs of Tim & Jeff Buckley
- 2006: Night Baking - Colours Are Brighter (album)
- 2006: Thea Gilmore Harpo's Ghost (album)
- 2008: You Already Know - Bombay Bicycle Club Evening Morning (single)
- 2008: Take It Easy - Tobias Froberg Turn Heads (album)
- 2009: I'm Still Saving All My Love For You - ep's Trailer Park Scissors & Knives (album)
- 2010: Crows, Raven & Rooks - Dave Rotheray's The Life Of Birds (album)
- 2011: Father Us / Secret Smile - Marry Waterson & Oliver Knight The Days That Shaped Me (album)
- 2011: Beyond The Sea - The Café (Sky1 TV series theme)
- 2011: Chris Difford's Cashmere If You Can (album)
- 2012: Kath With Rhodes - James Yorkston I Was A Cat From A Book (album)
- 2012: Julius You Still Care / A Simple Little Beat - Ian McCutcheon & The Astral Rangers (single)
- 2013: Hushabye - Lisa Knapp Hidden Seam (album)
- 2013: Answer Ballads - Dave Rotheray (album)
- 2014: Parliament Of Rooks - Ed Harcourt Time Of Dust (album)
- 2014: One Day At A Time - Blue Rose Code Ballads Of Peckham Rye (album)
- 2015: Alone - Joy Of Living: A Tribute To Ewan MacColl (album)
- 2015: Beyond The Serenade - Alex Cornish (album)
- 2016: I Can Hold You Back - RM Hubbert Telling The Trees (album)
- 2016: Pieces - Michele Stodart (album)
- 2016: Fancy Pants - Chris Difford & Boo Hewerdine (album)

### Opmerkelijke liveoptredens
- 1999: Tribute To Nick Drake, Barbican, London 25 september 1999
- 2006: Daughters Of Albion - Barbican, London 3 februari 2006 (met Norma Waterson, June Tabor, Eliza Carthy, Sheila Chandra & Lou Rhodes)
- ????: Once In A Blue Moon: A Tribute To Lal Waterson - Cecil Sharp House, London (met Eliza Carthy, Norma Waterson, James Yorkston & Martin Carthy)
- 2008: Rogues Gallery: Pirate Ballads, Sea Songs & Chanteys - Barbican, London 28 juli 2008 (met Norma Waterson, Teddy Thompson, Eliza Carthy & Robyn Hitchcock)
- 2008: Twisted Christmas- Barbican, London 11 december 2008 (met Jarvis Cocker, Sandy Dillon, Neill MacColl, Frank Sidebottom, The Smoke Fairies & Mary Margaret O'Hara)
- Thompson Family Christmas, Queen Elizabeth Hall, London 17 december 2008 (met Linda Thompson, Richard Thompson, Teddy Thompson, Bert Jansch, Ed Harcourt, & The Unthanks)
- ????: A Maritime Evening, Queen Elizabeth Hall, London (met Robyn Hitchcock, Graham Coxon, & KT Tunstall)
- 2010: Songs In the Key Of London -Barbican, London, 9 maart 2010 (met Chris Difford, Suggs, Robyn Hitchcock, Jools Holland, Elvis Costello, Glenn Tilbrook & Chaz Jankel)
- 2015: Love & Other Crimes: The Songs Of Lee Hazlewood - Barbican, London - 25 oktober 2015 (met Ed Harcourt, Matthew E. White, Josh T. Pearson, Flo Morrissey & Fran Healy)
- 2015: Blood & Roses: A Tribute To Ewan MacColl, The Sage, Gateshead 5 november 2015 (met Peggy Seeger, Martin Carthy, Seth Lakeman, Eliza Carthy, Marry Waterson & The Unthanks)
- 2016: People Powered: Concert For Corbyn - Brighton Dome, Brighton 16 december 2016 (met Paul Weller, Robert Wyatt, The Farm, Temples, Danny Thompson & Stealing Sheep)

### TV optredens
- 2003: Never Mind The Buzzcocks (BBC2)
- 2004: What Leonard Cohen Did For Me (BBC4)
- 2005: Never Mind The Buzzcocks (BBC2)
- 2006: Daughters Of Albion (BBC4)
- 2009: BBC Late Review (BBC2)

- Bibsys: 5069476
- Bibliothèque nationale de France: cb14528180p (data)
- Gemeinsame Normdatei: 135278236
- International Standard Name Identifier: 0000 0000 7842 893X
- Library of Congress Control Number: no2003035975
- MusicBrainz: e479c9f2-730c-4044-b554-e967320d57e9
- Nationale Bibliotheek van Tsjechië: xx0036340
- Virtual International Authority File: 29217930
- WorldCat: E39PBJvMBbCm4yPywbTTKKqfbd